# Salonul Auto de la Paris 2024
Salonul Auto de la Paris 2024 va avea loc între 14 și 20 octombrie, în pavilionul expozițional din Porte de Versailles.
Prima zi în care salonul va fi deschis publicului este 15 octombrie, ziua de 14 fiind dedicată presei și specialiștilor din industrie.

## Expozanți
- Automobile Dacia
- Audi
- BMW
- BYD
- Cadillac
- Ford
- Kia
- MINI
- Renault
- Stellantis
- Volkswagen
- Xpeng
- Škoda
- Tesla

## Vehicule expuse
- Dacia Bigster